# Murray River Retriever
Murray River Retriever är en hundras från Australien. Den är en retriever och apporterande hund, rasen är lik curly coated retriever men är betydligt mindre. Rasen är inte erkänd av Fédération Cynologique Internationale (FCI) men är nationellt erkänd av den australiska kennelklubben Australian National Kennel Council (ANKC).